# 1987년 아시아 여자 핸드볼 선수권 대회
제1회 아시아 여자 핸드볼 선수권 대회는 1987년 8월 15일부터 9월 1일까지 요르단 암만에서 열렸다.